# 林文彪
林文彪，中华人民共和国政治人物。
担任轻工业部橡胶工业管理局总工程师。1954年，当选第一届全国人民代表大会代表。